# 6586 Seydler
6586 Seydler este un asteroid din centura principală de asteroizi.

## Descriere
6586 Seydler este un asteroid din centura principală de asteroizi. A fost descoperit pe 28 octombrie 1984 la Observatorul Kleť de Antonín Mrkos. Asteroidul prezintă o orbită caracterizată de o semiaxă mare de 2,45 ua, o excentricitate de 0,15 și o înclinație de 3,6° în raport cu ecliptica.